# باماکو
باماکو پایتخت کشور مالی است.

## جغرافیا

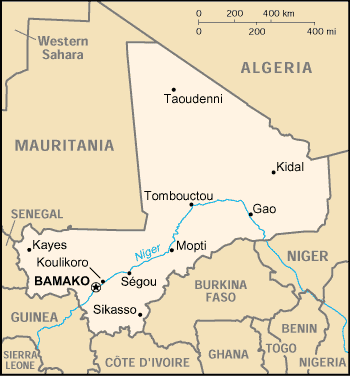

جمعیت باماکو ۱٬۶۹۰٬۴۷۱ نفر است (۲۰۰۶) و بزرگ‌ترین شهر مالی است.
باماکو در جنوب غربی مالی و در کنار رود نیجر قرار گرفته‌است.

## نگارخانه

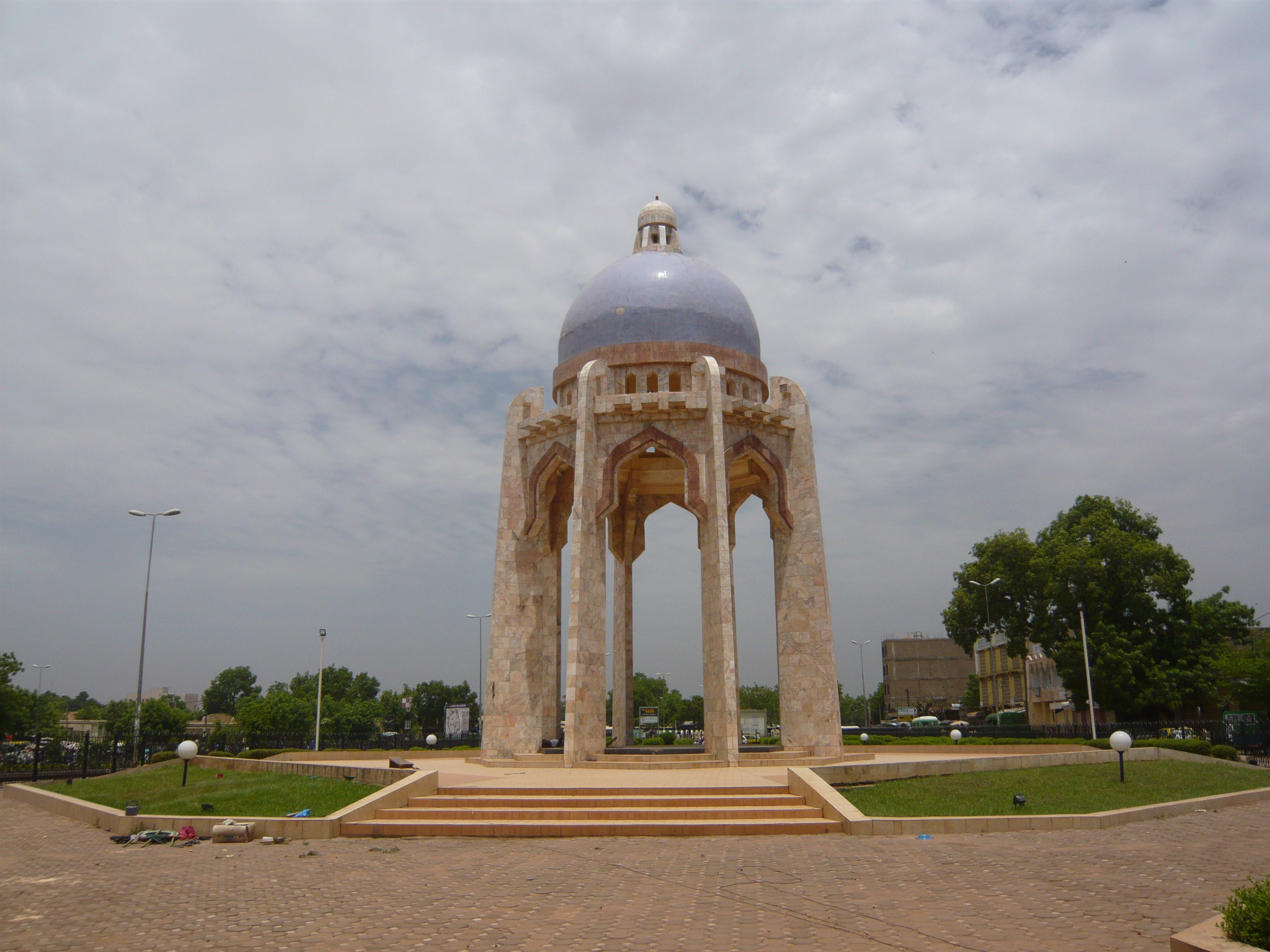
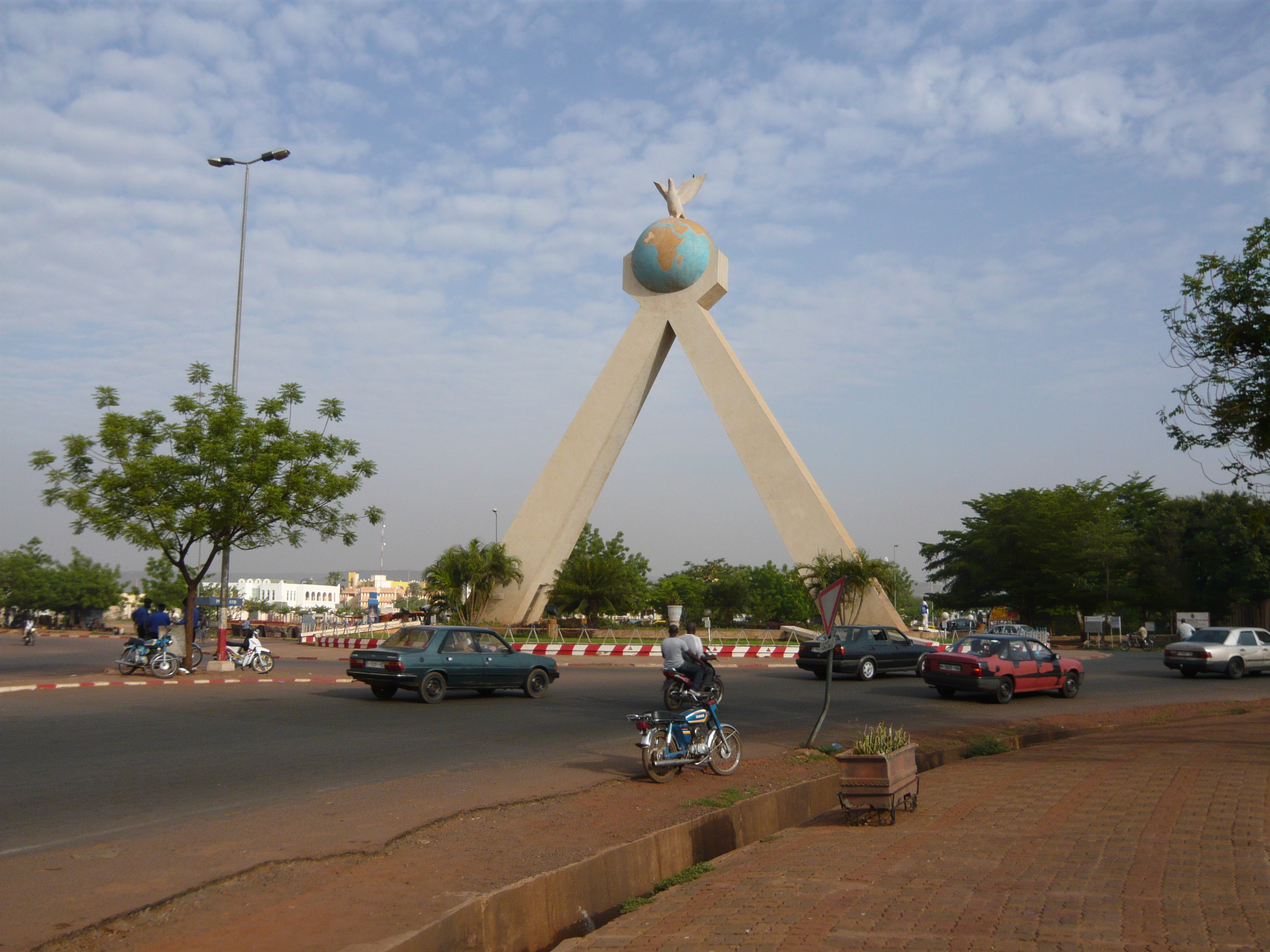
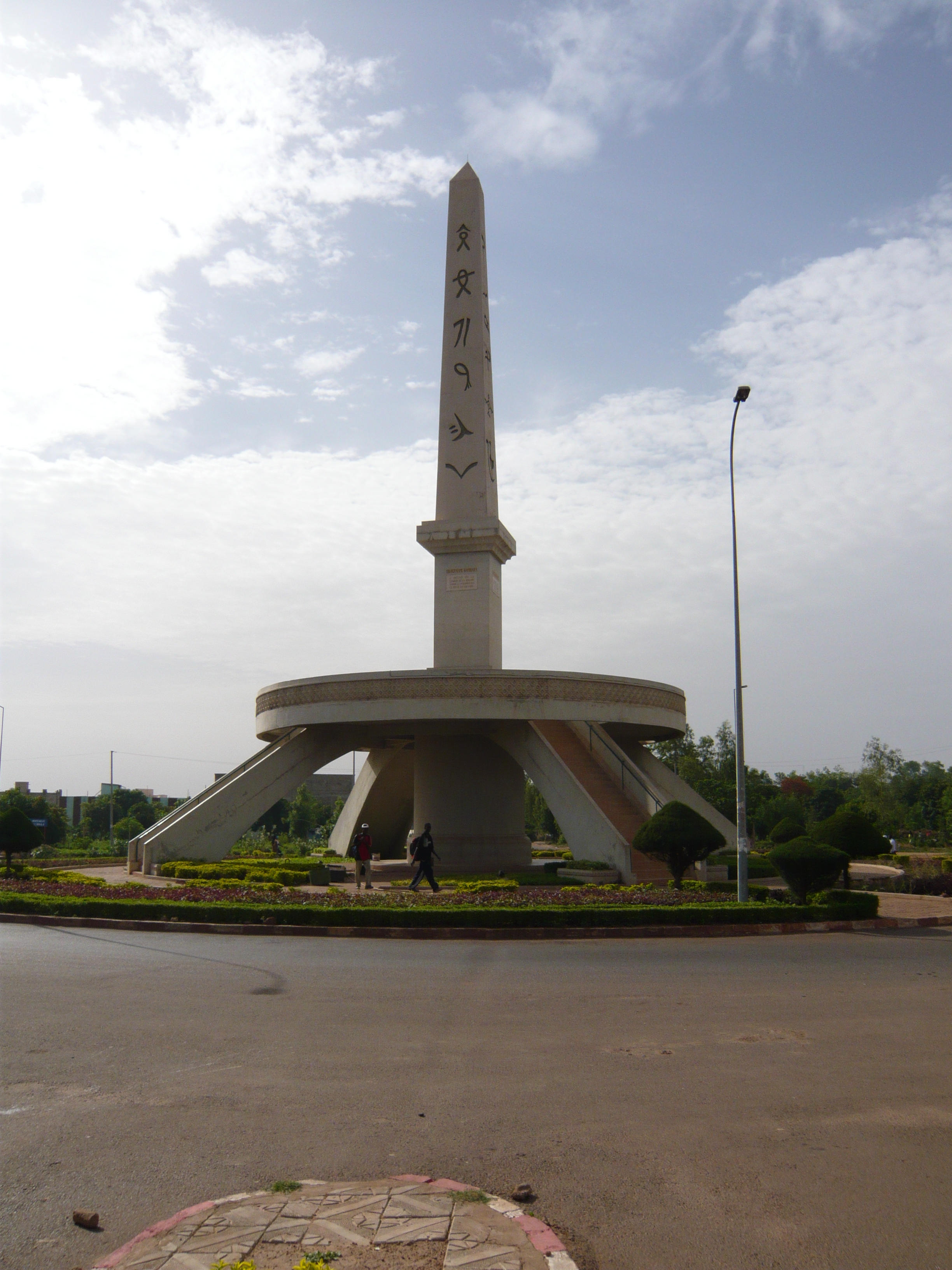
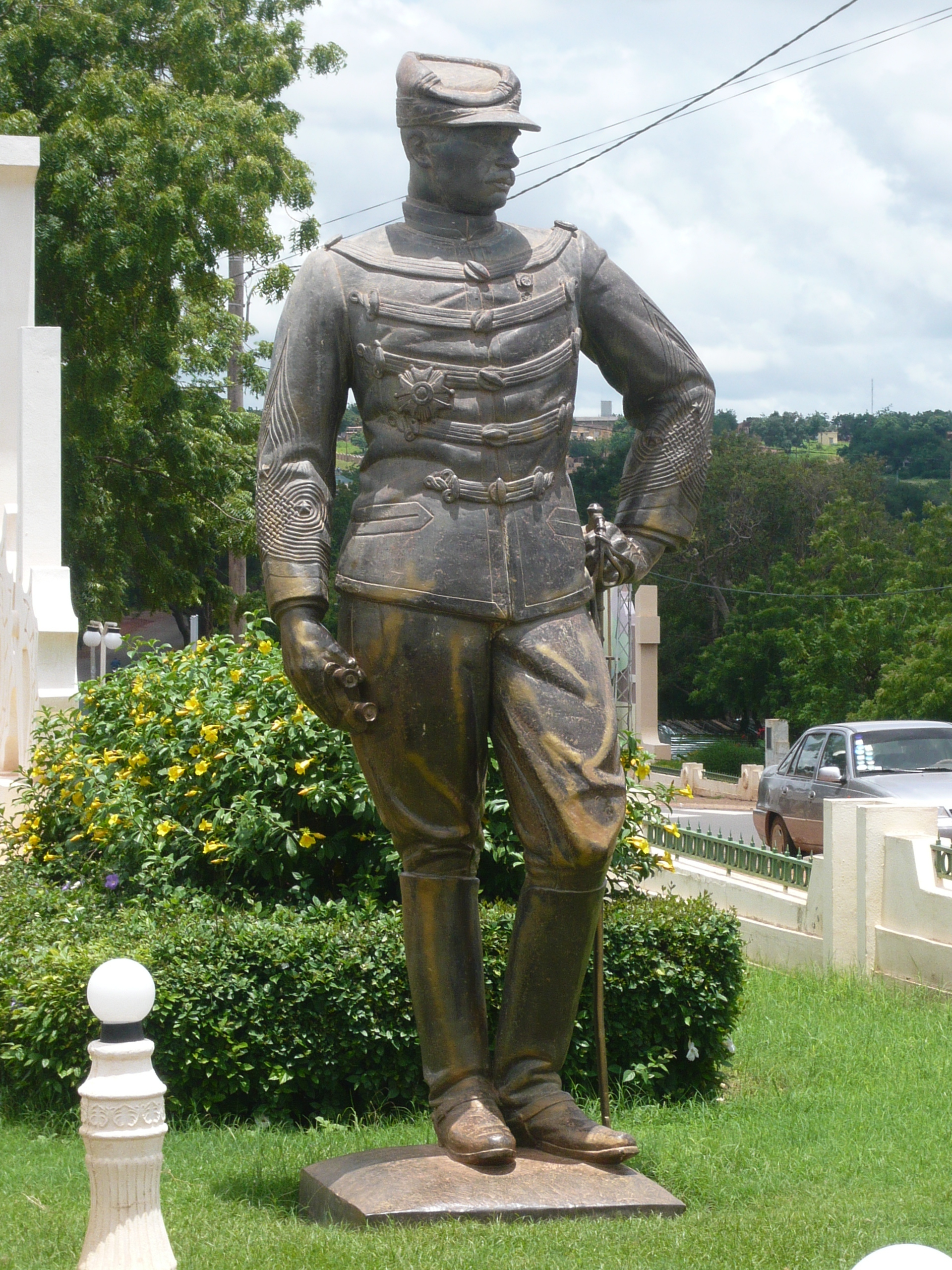
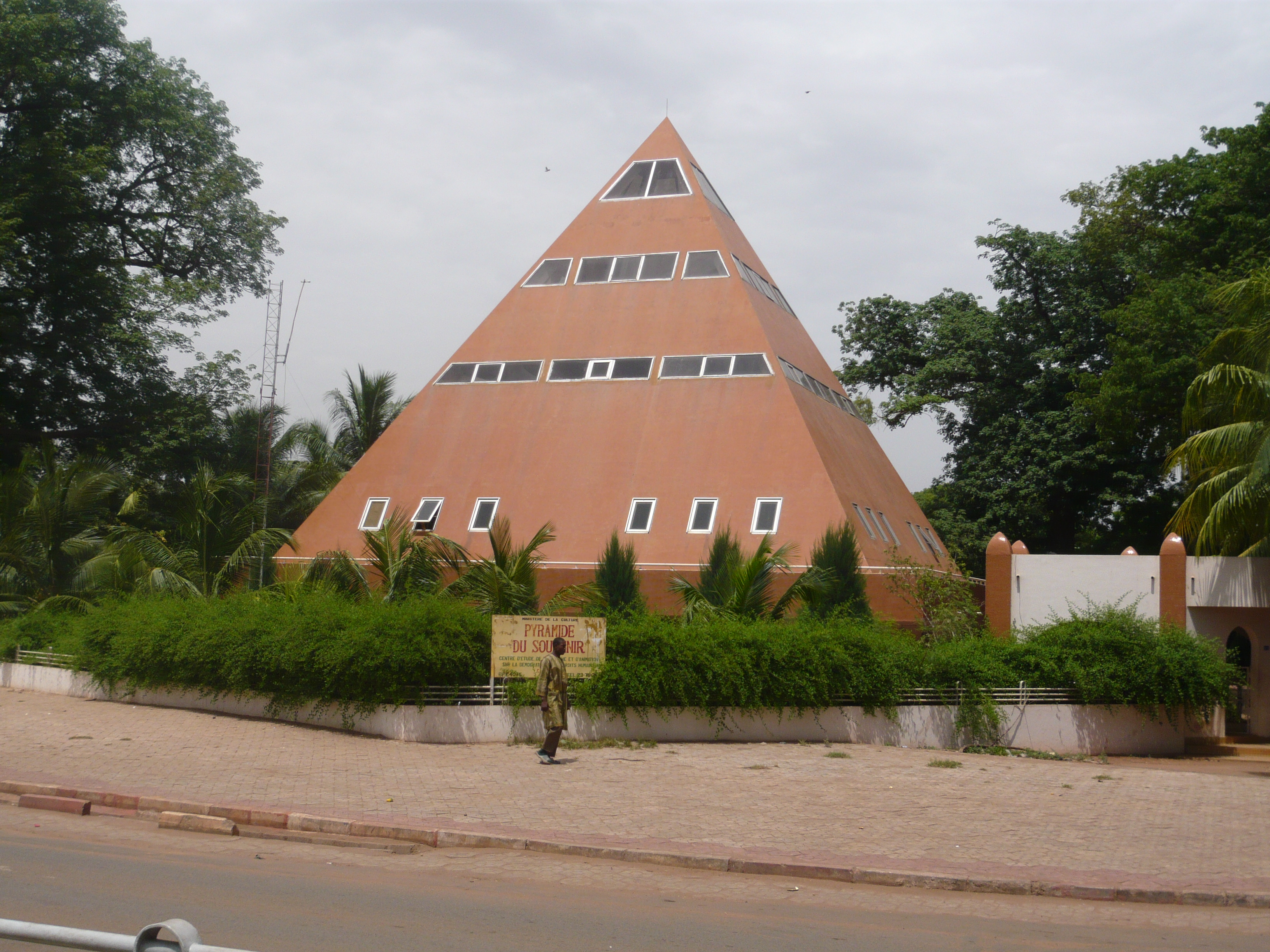
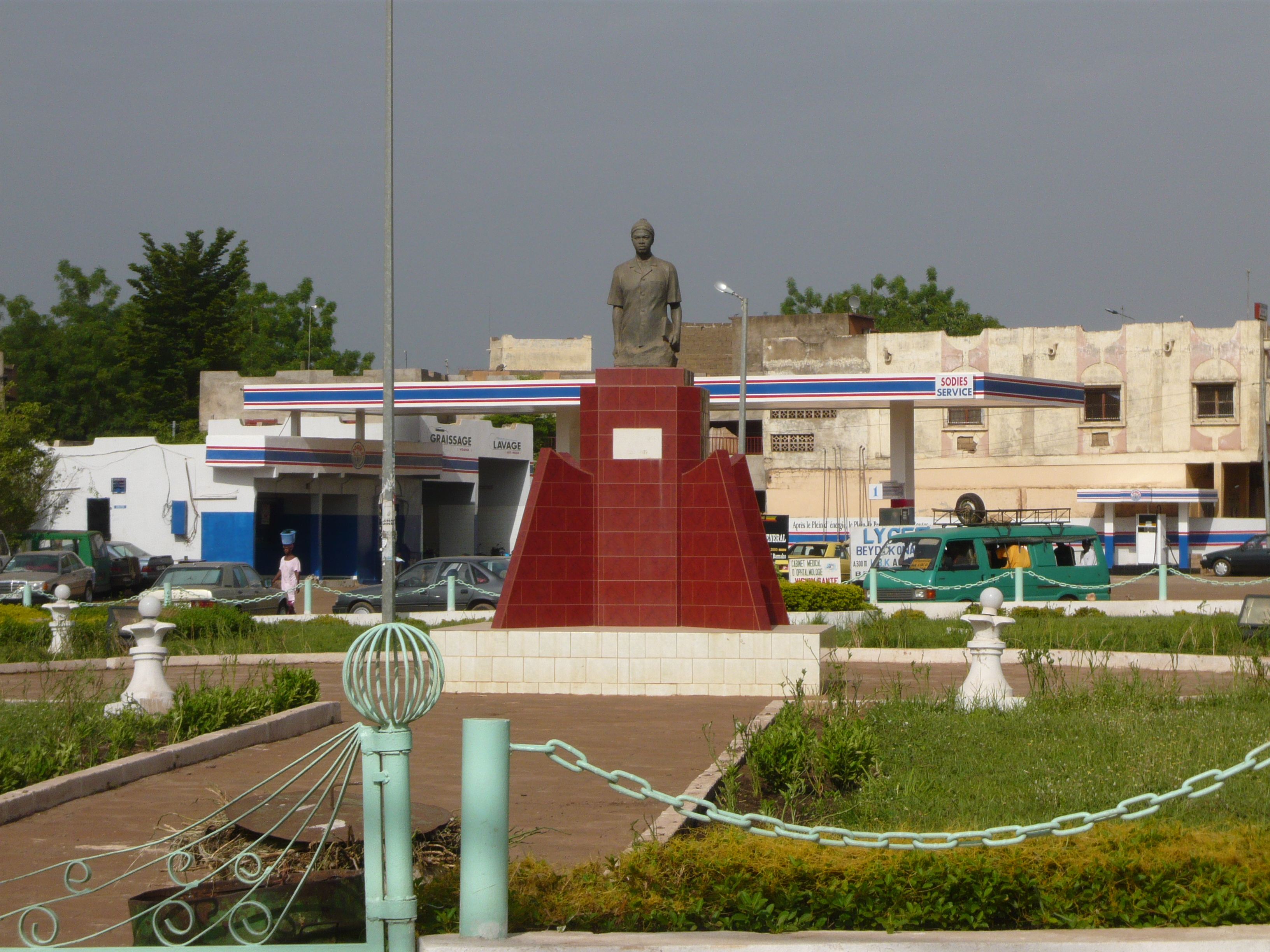
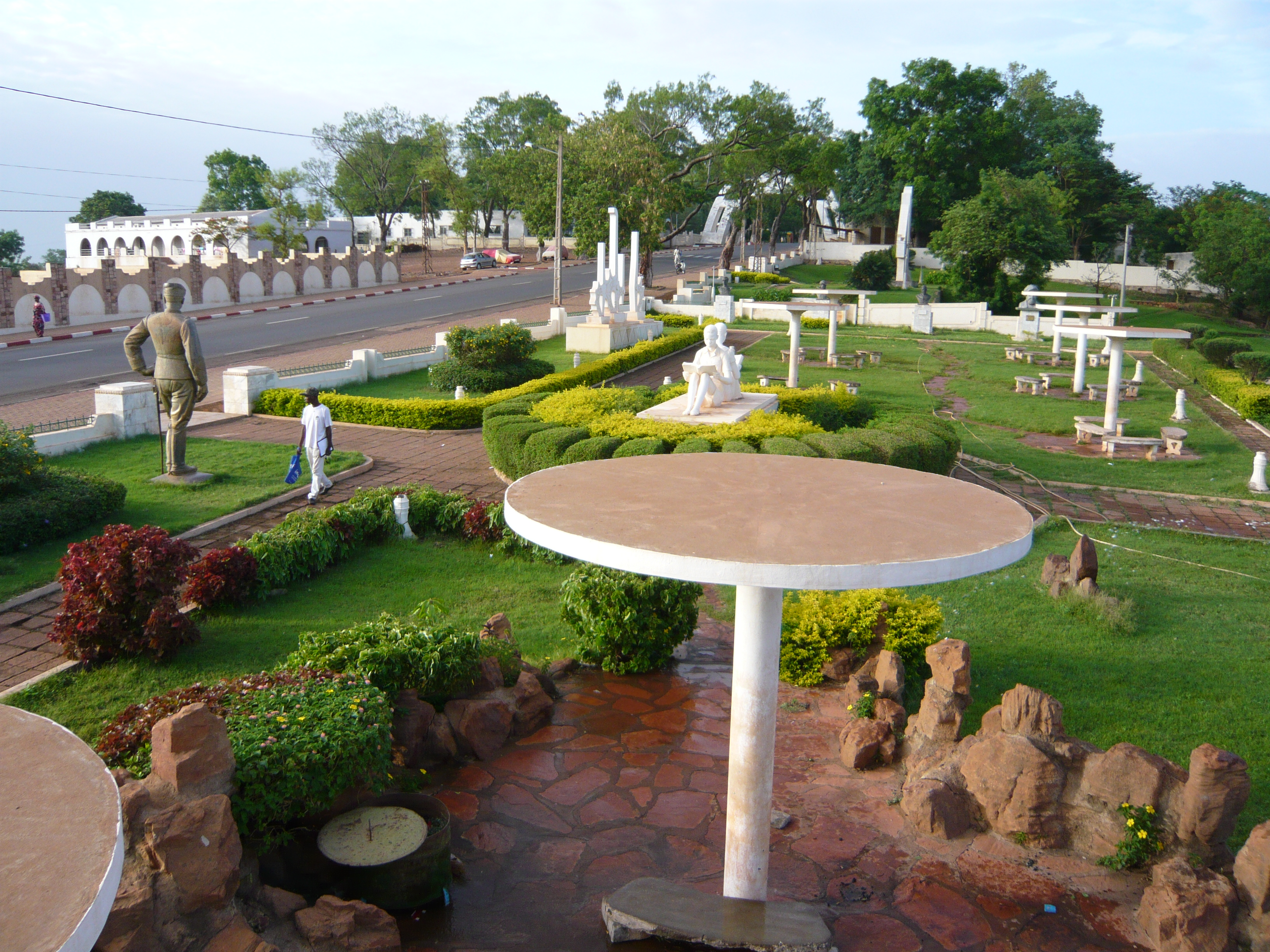